# Rue Jean-Ferrandi
Rue Jean-Ferrandi, tidigare Rue de Bagneux, är en gata i Quartier Notre-Dame-des-Champs i Paris sjätte arrondissement. Gatan är uppkallad efter den franske översten och författaren Jean Ferrandi (1882–1935). Rue Jean-Ferrandi börjar vid Rue du Cherche-Midi 83 och slutar vid Rue de Vaugirard 100.

## Omgivningar
- Notre-Dame-des-Champs
- Chapelle Notre-Dame-des-Anges
- Rue du Bac
- Rue Régis
- Rue de Bérite
- Rue Blaise-Desgoffe

## Bilder
| - La Rue de Bagneux, målning av Eugène Chigot. - Gatuskylt. - Notre-Dame-des-Champs. - Chapelle Notre-Dame-des-Anges. |

## Kommunikationer
- Tunnelbana – linje  – Saint-Placide
- Busshållplats Rennes – Saint-Placide – Paris bussnät

### Webbkällor
- ”Rue Jean-Ferrandi”. Mairie de Paris. https://web.archive.org/web/20190905052626/http://www.v2asp.paris.fr/commun/v2asp/v2/nomenclature_voies/Voieactu/4798.nom.htm. Läst 13 november 2023.
- ”Rue Jean-Ferrandi (6ème arrondissement)”. Les rues de Paris. https://web.archive.org/web/20160410053545/http://www.parisrues.com/rues06/paris-06-rue-jean-ferrandi.html. Läst 13 november 2023.